# Arsenio Fernández de Mesa y Díaz del Río
Arsenio Fernández de Mesa y Díaz del Río, informalment conegut com a «Cuco», (Ferrol, 20 de juliol de 1955) és un polític espanyol del Partit Popular, diputat al Congrés dels Diputats entre 1989 i 2012, director general de la Guàrdia Civil entre 2011 i 2016, i membre del consell d'administració de l'empresa Red Eléctrica de España des de 2017. També forma part del Sagrat Orde Militar Constantinià de Sant Jordi, d'acord amb les seves profundes creences catòliques, molt properes a l'Opus Dei.

## Biografia

### Formació
Funcionari de l'Estat en la Junta del Port de Ferrol des de l'any 1979, ingressà com a oficial de segona administratiu (grup D), en funcions d'auxiliar de jardineria, trobant-se actualment en situació de serveis especials. L'any 1982 ingressà a la multinacional anglesa International Marine Coatings Ltd., com a inspector tècnic del seu departament marítim, a Galícia, Astúries i Cantàbria, havent inspeccionat més de 100 vaixells nacionals i estrangers fins a la seva passada a la situació d'"excedència forçosa" en la qual es troba des de 1989.
Diplomat en Alts Estudis Militars (CESEDEN, 1991) i Alts Estudis de la Defensa (CESEDEN, 2011), segons la biografia disponible a la secció "Dades personals i professionals" de la pàgina de la Guàrdia Civil, cap d'aquests estudis tenen reconeixement oficial per les autoritats educatives espanyoles en ser dissenyats per a Oficials Generals de les Forces Armades i Guàrdia Civil i civils procedents del Parlament (diputats i senadors), preferentment pertanyents a les comissions de Defensa, directors o sotsdirectors generals, o de categoria equivalent de l'Administració de l'Estat, de la Universitat Complutense de Madrid, la Politècnica de Madrid i la Rey Juan Carlos, dels mitjans de comunicació de l'Estat i de les indústries de Defensa.

### Carrera política
Estudià en els col·legis de les Deixebles de Jesús Mestre i Tirso de Molina i a l'Escola Universitària d'Enginyers Tècnics Navals de Ferrol. Les seves incursions polítiques en democràcia començaren al febrer de 1976, afiliant-se a Reforma Democràtica, que passà a ser Aliança Popular i, més endavant Partit Popular, de la que fou el primer president de Nuevas Generaciones de Alianza Popular a Ferrol i a la seva comarca, col·laborant estretament des dels primers moments en l'organització juvenil del partit amb Loyola de Palacio, Antonio Martín Beaumont o Gonzalo Robles Orozco, alguns d'ells sense haver participat ni militat en formació política o juvenil fins a la data.
Començà la seva marxa política institucional com a regidor de seguretat a l'Ajuntament de Ferrol, de 1983 a 1991, ostentant el càrrec de primer tinent d'alcalde de l'Ajuntament de 1987 a 1989. De 1987 a 1991 fou portaveu del Partit Popular en aquest consistori. Durant aquells anys, en els quals els regidors no cobraven per l'exercici del càrrec, es produïren grans revoltes, avalots, manifestacions i ocupacions d'edificis públics a conseqüència del la reconversió naval promoguda pel primer govern socialista d'Espanya en els anys 1984 i 1985. Fernández de Mesa destacà com a defensor dels treballadors d'Astano i Bazán, realitzant contundents i aplaudides intervencions en el consistori. En una ocupació de l'Ajuntament per treballadors, es produí una agressió a l'alcalde socialista de l'època, Jaime Quintanilla Ulla, que acabava de ser operat del cor. Fernández de Mesa, al costat del seu company de corporació i de partit Román Cenalmor Balarí, sortiren immediatament en ajuda de l'alcalde, aconseguint aixecar-lo del terra, llevar-li les cadenes que tenia al coll i alliberar-lo de les agressions físiques que li propinaren. Aquells fets tingueren gran repercussió a la premsa local, regional i nacional, que relataren amb detall els successos, fins i tot la fugida dels regidors del govern municipal, compost pel PSOE i el PCE, que davant el temor de córrer la mateixa sort que Jaime Quintanilla, preferiren sortir per les portes posteriors i laterals.
Diputat electe al Congrés dels Diputats en la IV, V, VI, VII, VIII, IX i X legislatures, exercí com a portaveu de Defensa, de Pesca, del Sector Naval i Marina Mercant del grup parlamentari popular al Congrés, sent en totes elles un dels diputats més actius de la càmera, reconegut públicament per les revistes especialitzades, vicepresident de la Comissió de Defensa del Congrés dels Diputats, així com president de les Comissions Nacionals de Defensa i de Pesca del Partit Popular a Espanya, membre de l'Assemblea Internacional de la OSCE i membre de l'Assemblea Parlamentària de l'OTAN.
Nomenat delegat del Govern espanyol a Galícia al maig de 2000, amb rang de sotssecretari d'Estat, gestionà des d'aquest càrrec l'enfonsament del Prestige. D'aquesta època daten algunes de les seves intervencions públiques més recordades: «Probablement el fuel no toqui la costa gallega» (14 de novembre de 2002), «La destinació del fuel en el fons del mar és convertir-se en llamborda» (19 de novembre de 2002) o «Hi ha una xifra clara, i és que la quantitat que s'ha abocat no se sap» (21 de novembre de 2002). Declarà com imputat davant del jutge de Corcubión, i la sentència final de l'Audiència Provincial de La Corunya li dedicà alguns paràgrafs: «Va exercir una tasca de coordinació difusa i confusa, tant en la constitució d'un organisme que regís les operacions com en la facilitació d'estructures burocràtiques i d'atenció a persones que poguessin informar a les autoritats». Cessà en el càrrec a petició pròpia el 31 de gener de 2004 per a poder concórrer novament a les eleccions generals de març d'aquell any.
Dins del partit, fou el primer president de Nuevas Generaciones de Alianza Popular a Ferrol i a la seva comarca. Posteriorment, fou president del Partit Popular a Ferrol i secretari general adjunt del Partit Popular a la província de La Corunya, així com membre dels Comitès Executius Local, Provincial i Nacional, a més de membre de les seves Juntes Directives. A més, fou coordinador territorial nacional del Partit Popular des del Congrés de Refundació de Sevilla i secretari de la Comissió Organitzadora del XII, XIII, XV i XVI Congressos Nacionals del Partit.
El 30 de desembre de 2011, el BOE anuncià el seu nomenament, per part del rei Felip VI d'Espanya, a proposta conjunta dels ministres de Defensa i d'Interior, i amb rang de sotssecretari d'Estat, com a director general de la Guàrdia Civil, en substitució de Francisco Javier Velázquez López, que exercia de director general conjunt de la Guàrdia Civil i la Policia Nacional.

### Passat falangista
Segons un article del diari Público, Fernández de Mesa patrullà de jove amb grups falangistes. Fou apadrinat per Jesús Suevos, fundador de la facció gallega de Falange Espanyola i participà en accions dels anomenats "cadeneros", unes centúries d'inspiració paramilitar que acoquinaren a sindicalistes i demòcrates a Ferrol, durant la dictadura. Aquests grups, com els Guerrillers de Crist Rei, gaudiren de la impunitat que donà la complicitat amb la Guàrdia Civil.
El 14 de maig de 1977 estigué present en un acte celebrat a Cedeira. L'exministre franquista Gonzalo Fernández de la Mora acudí a aquesta localitat per a inaugurar un monòlit en memòria de Franco. Cedeira albergà un camp de concentració on s'amuntegaren més de 700 presoners republicans entre 1937 i 1938. Molts habitant de Cedeira foren afusellats a la platja de Villarrube, a la riba de l'exquisit pazo dels González-Aller. Als supervivents i a les seves famílies els semblà un insult aquell homenatge i intentaren boicotejar l'acte. Les autoritats locals esperaven disturbis, i en previsió que les forces de l'ordre fossin insuficients, Fernández de Mesa, abillat de falangista, i la centúria, acudiren a protegir el ministre i el monòlit.

### Incident de Ceuta de 2014
El 6 de febrer de 2014, un grup d'immigrants, majoritàriament subsaharians, tractaren de travessar la frontera entre Marroc i Espanya. La Guàrdia Civil s'hi oposà emprant la força. Com a conseqüència dels fets, 15 immigrants moriren. Algunes organitzacions no governamentals assenyalaren que hi hagué expulsions il·legals i l'ús indegut de material antiavalot contra els immigrants, la qual cosa violaria el reglament d'ús de l'esmentat material.
En dies posteriors, Fernández de Mesa negà la veracitat de les anteriors informacions i també negà rotundament l'ús de pilotes de goma contra els immigrants, qualificant la possibilitat del seu ús com a “inhumà”. No obstant això, el 13 de febrer de 2014, el ministre de l'Interior Jorge Fernández Díaz comparegué voluntàriament davant del Congrés per a donar explicacions dels successos i confirmà l'ús de pilotes de goma, contradient la declaració del director general de la Guàrdia Civil. El 14 de febrer, diversos diputats demanaren la seva dimissió com a director general de la Guàrdia Civil, després de la sortida a la llum d'enregistraments de vídeo que mostraven a agents de la Guàrdia Civil disparant pilotes de goma a immigrants indefensos que nedaven a l'aigua.

### Conseller de Red Eléctrica de España
Al febrer de 2017 va ser nomenat membre del consell d'administració de l'empresa de transport d'energia elèctrica Red Eléctrica de España, per la qual cosa fou criticat per diversos polítics i mitjans de comunicació que ho consideraren un cas de porta giratòria.